# 頓馬天狗
『頓馬天狗』（とんまてんぐ）は、1959年9月2日から1960年12月24日まで、よみうりテレビ制作・日本テレビ系列で放送されていた、花登筺脚本、大村崑主演による時代劇コメディである。全70回。スタジオ収録。大塚製薬一社提供。
番組タイトルは、当初は『お笑い珍勇伝 頓馬天狗』だったが、後に『崑ちゃんのとんま天狗』へ改題された。

## 概要
タイトルの通り、時代劇『鞍馬天狗』のパロディである。コント的要素やスラップスティックによる笑いを多用し、毎回、大村崑扮する『頓馬天狗』の行く先々で敵役である『珍選組』の近藤、土方が現れては頓馬天狗に斬られてしまい、再び繰り返すという、所謂“アチャラカもの”である。「片手抜刀」など、大村のトリッキーで身軽な殺陣が人気となった。
脚本は花登が手がけ、出演者も大村、芦屋雁之助以下、花登が東宝から独立して結成した『劇団・笑いの王国』のメンバーが中心だった。
登場人物は近藤勇造（近藤勇）、土方大三（土方歳三）と本来の登場人物の名前をもじったもので、主人公の名前は「尾呂内南公」と、スポンサー・大塚製薬のメイン商品名『オロナイン軟膏』の読みがそのまま使用された。決め台詞は「姓は尾呂内（オロナイン）、名は南公（軟膏）」。
製薬会社がスポンサーということで、うだつの上がらない主人公がピンチに陥ると秘薬と称する丸薬を口にすることで頭巾姿で剣の達人である頓馬天狗に変身するというのが毎回のパターンだった。番組のオープニングで「天狗コマーシャル」と筆書きされた巻物を広げ、生コマーシャルが挿まれた。
当時はVTRの規格が2インチで機器、テープ共に高価で著作権法などの絡みで番組の資料保存が制約されていたため、よみうりテレビには映像は殆ど現存しておらず、映像は主演の大村が個人所有しているテープが数本保存されている程度である。

## スタッフ
- 企画：東宝テレビ部、劇団・笑いの王国
- 作：花登筺[1]
- 演出：香坂信之
- 音楽：加納光記
- 殺陣：的場達雄
- 制作著作：東宝、讀賣テレビ放送

## 出演
- 頓馬天狗（尾呂内南公）：大村崑[1]
- 土方大三：芦屋雁之助[1]
- 近藤勇造：芦屋小雁[1]
- 大屋満
- 芦田まゆみ
- 谷口完
- 双葉弘子
- 鮎川十糸子
- 小原新二
- 花村頓
- 花紀京
- 黒崎清二
- 高松康雄
- 春川京子
- 由美あづさ[1]
- 春日井真澄[1]
- 夢路いとし・喜味こいし
- 守住清
- チャーリー浜（旧芸名の『浜祐二』で出演）
- 鞍馬天狗（南公の父）：三木のり平

ほか

## 主題歌
- 大村崑、かなりや子供会「とんとんとんまの天狗さん」（作詞：花登筺、作曲：加納光記）
EPレコード盤が発売された（廃盤）。CDでは『なつかしの昭和テレビ主題歌集 完結編（一）』に収録されている。

## 放送時間
いずれもよみうりテレビでの放送時間
第1～5話まで（1959年9月2日 - 1959年9月30日）
- 毎週水曜日18時15分から18時45分[1][2][3][注 2]

第6話から最終話まで（ゴールデンタイムでの全国同時ネット開始、1959年10月3日 - 1960年12月24日）
- 毎週土曜日19時00分から19時30分[4]

### ネット局
- よみうりテレビ（制作局）
- 日本テレビ
- テレビ西日本（当時は日本テレビ系列局）[9]
- 東海テレビ - 毎週月曜日19時30分から20時00分（1959年9月7日 - 1960年12月26日）
- 札幌テレビ[10]
- ラジオ青森テレビ
- 北日本放送
- 信越放送
- 中国放送 - 毎週月曜日18時15分から18時45分[11]
- ラジオ山口テレビ
- 西日本放送
- 南海放送
- ラジオ高知テレビ
- 琉球放送 - 毎週日曜日20時30分から21時00分[12]

ほか

## エピソード
- この番組は生放送で様々なハプニングを生み出した。本番中にディレクターの怒号が聞こえたり、殺陣の最中に刀が外れたり等は日常茶飯事だった。
- 生番組であるが故に本番3日前に台本が仕上がり、放送当日の朝まではリハーサル。その後は本番を迎えるという撮影スケジュールだったという。尚、遅れネット局もある為、番組はVTRで同時収録され、遅れ局は後日それで放送された。
- 番組の特徴は『生コマーシャル』で「姓はオロナイン、名は軟膏…」の名乗りを上げて登場する場面は有名である。この手法は当時のバラエティ番組では多く見られ、大村が出演していた大阪テレビ放送・朝日放送『やりくりアパート』で放送した『ダイハツ・ミゼット』のテレビCM。藤田まこと主演の『てなもんや三度笠』のオープニングの決め台詞（「俺がこんなに強いのも、あたり前田のクラッカー」）が典型である。
- 大村が番組中に見せた左手だけの片手抜刀[13]など、当時の視聴者層に支持を受け、テレビ番組以外では花登筺作・わちさんぺい画による漫画化（秋田書店の少年雑誌『まんが王』に掲載）や、丸川製菓フーセンガムのパッケージ、めんこのデザインなどに起用された。
- 大塚製薬が日本テレビ系列の土曜19時枠のスポンサーになるのは当番組が初めてである。以後1972年6月終了の『天才バカボン』までの12年9ヶ月に渡って、土曜19時枠の単独スポンサーを務めた。